# متیو هاوس
متیو هاوس (به انگلیسی: Matthew Hawes) (زادهٔ ۱۳ فوریهٔ ۱۹۸۶) شناگر اهل کانادا است.